# Nautilus (serie televisiva)
Nautilus è una serie televisiva britannica ideata da James Dormer. È una rivisitazione del romanzo del 1870 Ventimila leghe sotto i mari di Jules Verne, che presenta una storia delle origini del capitano Nemo, un principe indiano diventato scienziato crociato.
Nell'agosto 2023, dopo il completamento delle riprese, è stato annunciato che Disney+, il distributore originale, non avrebbe rilasciato la serie. Nell'agosto 2024, Prime Video ha acquisito la serie per la distribuzione nel Regno Unito e in Irlanda, dove la serie è stata rilasciata il 25 ottobre 2024.

## Trama
1857, la Compagnia britannica delle Indie orientali detiene attualmente più potere di qualsiasi nazione sulla Terra, grazie ai suoi eserciti e alla sua marina privati, mentre in segreto ruba le ricchezze delle nazioni che ha sottomesso. A Kalpani, in India, la Compagnia sta segretamente costruendo il Nautilus, un'enorme nave sommergibile, utilizzando il lavoro degli schiavi provenienti dalla prigione coloniale. Sebbene originariamente progettato per l'esplorazione subacquea, la Compagnia intende armare il Nautilus e utilizzarlo come un nuovo tipo di nave da guerra. Uno dei prigionieri costretti a costruire il Nautilus è Nemo, che ha anche progettato i motori del sottomarino, ma che ha anche pianificato una rivolta dei prigionieri per rubare il Nautilus e usarlo per fuggire. Quando viene annunciato il piano di far partire il Nautilus per Bombay giorni prima del previsto, Nemo e i suoi seguaci riescono comunque a impossessarsi del Nautilus e a fuggire in mare. Ora braccati dalla Compagnia e dal suo vendicativo direttore Crawley, che vogliono riavere indietro il Nautilus e uccidere Nemo, quest'ultimo e il suo eterogeneo equipaggio navigano sotto i mari del mondo in una missione di vendetta e punizione per distruggere completamente la Compagnia e il suo potere.

## Episodi
| Stagione       | Episodi | Pubblicazione USA | Pubblicazione Italia |
| -------------- | ------- | ----------------- | -------------------- |
| Prima stagione | 10      | 2024              | 2025                 |

## Produzione

### Sviluppo
Nell'agosto 2021, è stato annunciato che Disney+ aveva progettato Nautilus, una serie televisiva in dieci parti sull'origine del capitano Nemo e del suo sottomarino, il Nautilus. James Dormer scrive la serie e funge anche da produttore esecutivo con Xavier Marchand, Anand Tucker e Johanna Devereaux. Moonriver TV e Seven Stories producono la serie. Michael Matthews si è unito come regista nel novembre 2021. Cameron Welsh si è unito come produttore della serie e Chris Loveall si è unito come produttore esecutivo nel febbraio 2022; Colleen Woodcock e Daisy Gilbert sono state aggiunte come produttrici esecutive un anno dopo. 

### Cast
Shazad Latif è stato scelto per il ruolo del Capitano Nemo nel novembre 2021. Nel febbraio 2022 Georgia Flood, Thierry Frémont, Pacharo Mzembe, Arlo Green, Tyrone Ngatai, Ling Cooper Tang, Andrew Shaw, Ashan Kumar, Chum Ehelepola, Céline Menville, Kayden Price e Damien Garvey sono stati scelti. Nel maggio 2022, Richard E. Grant si è unito al cast come guest star. Anche Muki Zubis, Benedict Hardie, Jacob Collins-Levy, Adolphus Waylee, Cameron Cuffe e Luke Arnold si sono uniti al cast. 

### Riprese
Le riprese sono iniziate a metà febbraio 2022 presso i Village Roadshow Studios a Gold Coast, nel Queensland. La serie avrebbe dovuto concludersi a gennaio 2023. La serie è stata girata al The Old Museum di Brisbane a maggio 2022, e al Queensland Parliament House a settembre. Le riprese erano precedentemente previste per iniziare a dicembre 2021. Ben C. Lucas ha diretto gli episodi 5, 6 e 7, mentre Isabelle Sieb ha diretto 3 episodi della serie. 

## Distribuzione
Nautilus è distribuito in tutto il mondo da Disney Entertainment. La serie doveva originariamente essere pubblicata su Disney+ nel Regno Unito, prima che venisse annunciato che non sarebbe andata avanti con la serie. È andata in onda per la prima volta su SVT Play in Svezia il 12 giugno 2024. 
Nell'ottobre 2023, AMC ha annunciato di aver acquisito la serie per la trasmissione negli Stati Uniti e in Canada, dove la sua anteprima è prevista per il 29 giugno 2025. 
Nell'agosto 2024, Prime Video ha acquisito la serie per il rilascio nel Regno Unito e in Irlanda, dove è stata presentata in anteprima il 25 ottobre 2024. Tutti gli episodi sono stati rilasciati simultaneamente e il regista degli ultimi tre episodi ha pubblicato che aveva raggiunto la vetta della classifica di Amazon Prime in quella regione. Negli altri paesi europei, la serie completa è stata rilasciata il 18 ottobre 2024. (Tranne in Francia, dove è stata rilasciata il 12 agosto 2024, sul canale France 2)
Nel settembre 2024, Stan annunciò di aver acquisito la serie, la cui uscita avvenne il 25 ottobre 2024.